# Trại tập trung Dachau

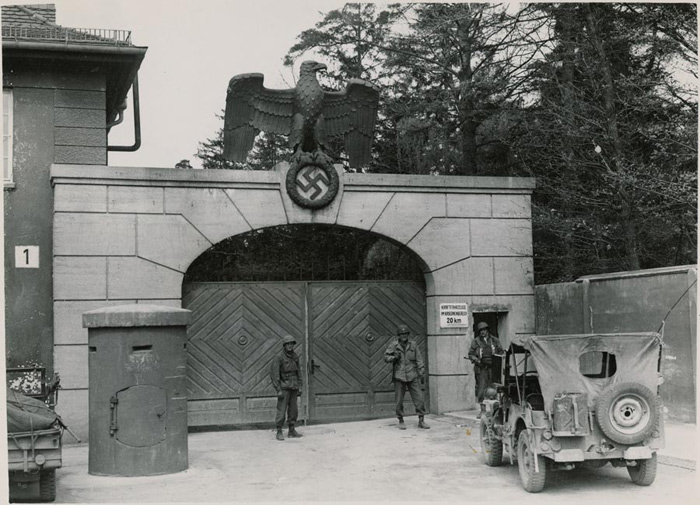
Quân Mỹ gác cổng vào trại Dachau ngay sau giải phóng

Trại tập trung Dachau (tiếng Đức: Konzentrationslager (kz) Dachau, IPA: [daxaʊ]) là trại tập trung đầu tiên do Đức Quốc xã mở tại Đức, nằm trên phần đất của một nhà máy sản xuất đạn dược bị bỏ hoang gần thị trấn thời Trung cổ Dachau, khoảng 16 km (9,9 mi) phía tây bắc của Munich ở bang Bayern, nằm ở miền nam nước Đức. Khai trương 22 tháng 3 năm 1933, đây là trại tập trung thường thiết lập bởi chính phủ liên minh của Đảng Quốc xã và Đảng nhân dân dân tộc Đức (bị giải thể vào ngày 06 tháng 7 năm 1933). Heinrich Himmler, sau đó Cảnh Sát Trưởng của Munich, chính thức mô tả trong trại này là "trại tập trung đầu tiên dành cho tù nhân chính trị.

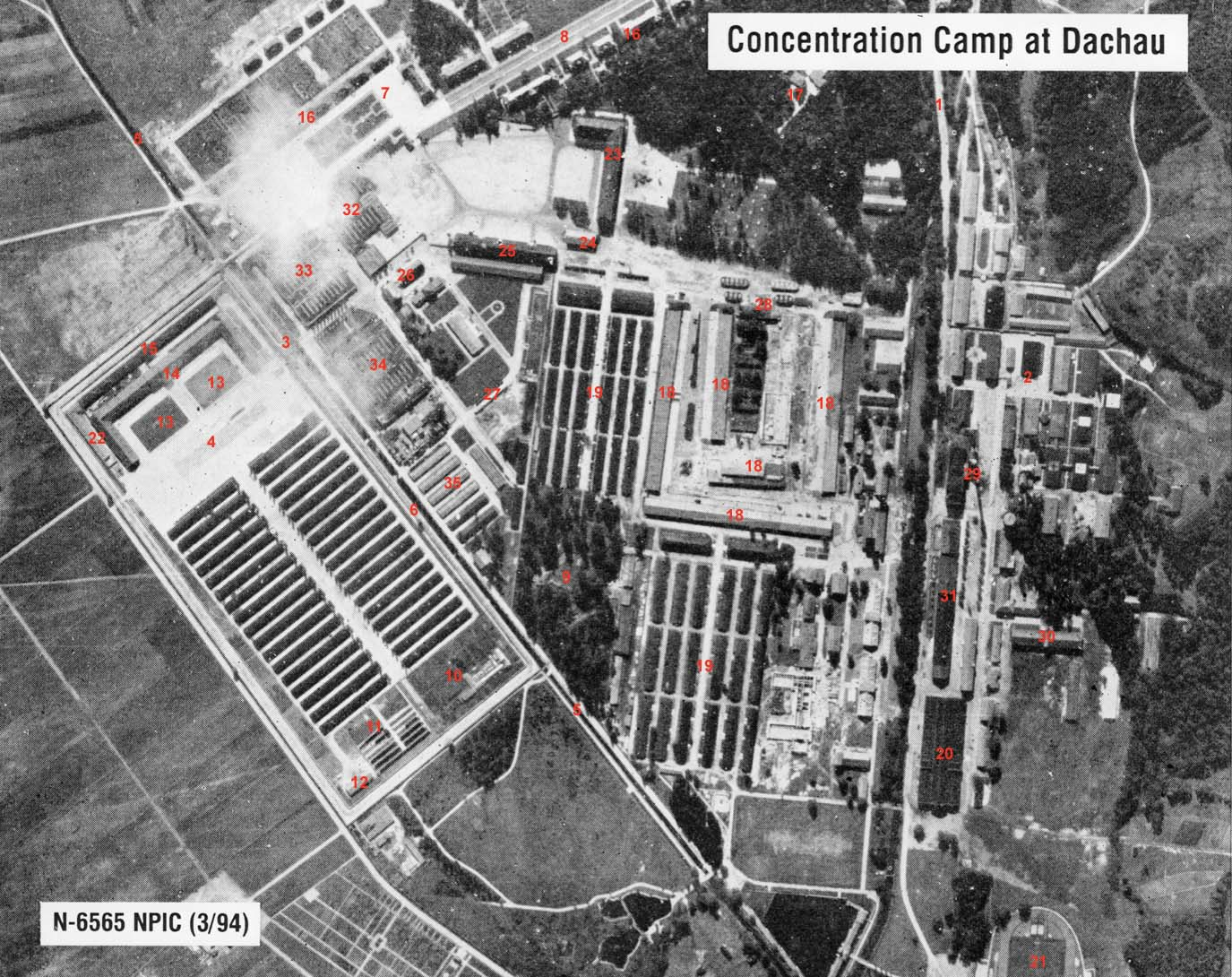
Không ảnh của trại

Trại tập trung Dachau có vai trò như là hình mẫu cho các trại tập trung Đức Quốc xã khác sau đó. Hầu hết các cộng đồng tại Đức đều có người bị đưa đi đến các trại tập trung. Báo chí liên tục báo cáo về "việc loại bỏ các kẻ thù của Đức quốc xã đến các trại tập trung" và vào đầu năm 1935 đã có các mẫu cảnh báo: "Thưa Chúa, làm cho tôi câm, để tôi không bị đưa đến Dachau." 
Tổ chức cơ bản của trại, bao gồm thiết kế và kế hoạch xây dựng, được Kommandant Theodor Eicke phát triển và được áp dụng cho tất cả các trại sau đó. Trại bao gồm một trại riêng biệt an toàn gần trung tâm chỉ huy, gồm khu nhà ở, quản lý, và trại quân đội. Eicke đã trở thành Chánh Thanh tra cho tất cả các trại tập trung, chịu trách nhiệm lên khuôn mẫu các trại tập trung khác theo mô hình của ông.
Các cổng vào trại tập trung này mang dòng chữ ("Arbeit Macht Frei"), nghĩa là "Giải phóng qua lao động". Đây là 1 hình thức tuyên truyền bịt mắt dư luận, nhằm giấu mức độ nghiêm trọng của nó.